# Zhao Wei
Zhao Wei (în chineză: 赵薇, Zhao Wei) este o actriță și regizoare din Republica Populară Chineză.

## Filmografie
| An   | Titlu                          | Rol     | Premii și nominalizări |
| ---- | ------------------------------ | ------- | --- |
| 1998 | My Fair Princess               | Actor   | Golden Eagle Award for Best Actresss |
| 1999 | Deja Vu                        | Actor   | |
| 2000 | The Duel                       | Actor   | |
| 2001 | Shaolin Soccer                 | Actor   | Nominalizare—China Media Movie Award for Best Actress |
| 2002 | Chinese Odyssey 2002           | Actor   | Nominalizare—Asia Pacific Film Festival Best Supporting Actress Nominalizare—Golden Horse Award for Best Supporting Actress |
| 2002 | So Close                       | Actor   | |
| 2003 | Green Tea                      | Actor   | |
| 2003 | Warriors of Heaven and Earth   | Actor   | Beijing Student Film Festival Students' Choice Award for Best Actress Nominalizare—Hundred Flowers Award for Best Actress Nominalizare—Beijing Student Film Festival Jury Award for Best Actress |
| 2003 | Goddess of Mercy               | Actor   | China Media Movie Award for Favorite Actress Nominalizare—China Media Movie Award for Best Actress |
| 2005 | A Time to Love                 | Actor   | Changchun Film Festival Golden Deer Award for Best Actress Huabiao Film Award for Outstanding Actress Shanghai International Film Festival Golden Goblet Award for Best Actress |
| 2005 | Moment in Peking               | Actor   | Nominalizare—Feitian Award for Outstanding Actress |
| 2006 | The Postmodern Life of My Aunt | Actor   | Nominalizare—China Media Movie Award for Best Supporting Actress Nominalizare—Golden Horse Award for Best Supporting Actress Nominalizare—Hong Kong Film Award for Best Supporting Actress |
| 2008 | Red Cliff                      | Actor   | Nominalizare—Iron Elephent Award for Best Supporting Actress Nominalizare—Hong Kong Film Award for Best Supporting Actress |
| 2008 | Painted Skin                   | Actor   | Chunyan Award for Best Actress Nominalizare—Asian Film Award for Best Actress Nominalizare—Golden Rooster Award for Best Actress |
| 2009 | Red Cliff                      | Actor   | Nominalizare—Hong Kong Film Award for Best Supporting Actress |
| 2009 | The Founding for Republic      | Actor   | |
| 2009 | Mulan                          | Actor   | Changchun Film Festival Golden Deer Award for Best Actress Hundred Flowers Award for Best Actress Shanghai Film Critics Award for Best Actress Nominalizare—Hong Kong Film Award for Best Actress |
| 2010 | 14 Blades                      | Actor   | Beijing Student Film Festival Students' Choice Award for Best Actress |
| 2012 | LOVE                           | Actor   | |
| 2012 | Painted Skin: The Resurrection | Actor   | Guangzhou Student Film Festival Students' Choice Award for Best Actress |
| 2013 | So Young                       | regizor | Chinese Amerian Film Festival Best Director Golden Rooster Award for Best Directorial Debut Hong Kong Film Award for Best Chinese Language Film from the Two Coasts Hundred Flowers Award for Best Director Shanghai Film Critics Award for Best New Director Nominalizare—Golden Horse Award for Best New Director |
| 2014 | Dearest                        | Actor   | Chinese Amerian Film Festival Best Actress Hong Kong Film Award for Best Actress Hong Kong Film Critics Award for Best Actress Nominalizare—Asian Film Award for Best Actress Nominalizare—Golden Horse Award for Best Actress                                                                                      |